# Општи избори
Општи избори је израз којим се у ужем смислу означавају избори за врховне или најважније органе власти у некој држави. Тај израз се најчешће користи за државе с парламентарним системом владавине и означава изборе за врховно законодавно тијело, тј. национални (или федерални) парламент.
У земљама које имају досљеднију подјелу власти, односно конгресни систем владавине, израз општи избори се користи за изборе за више различитих органа или нивоа власти, а који се одржавају на исти дан. Тако се нпр. под општим изборима у САД могу сматрати избори за предсједника, Сенат и Представнички дом Конгреса, те истовремено одржани избори за органе појединих држава, округа и градова.